# قسم جويم الريفي
قسم جويم الريفي (بالفارسية: دهستان جويم) (بالفارسية: دهستان جویم) منطقة ريفية في ناحية جويم، مقاطعة لارستان، محافظة فارس، إيران. في إحصاء عام 2006 ميلادية، بلغ عدد سكانه 4,213 نسمة، في 890 عائلة. يتكون قسم جويم الريفي من 29 قرية.